# آزادراه ام۵۸

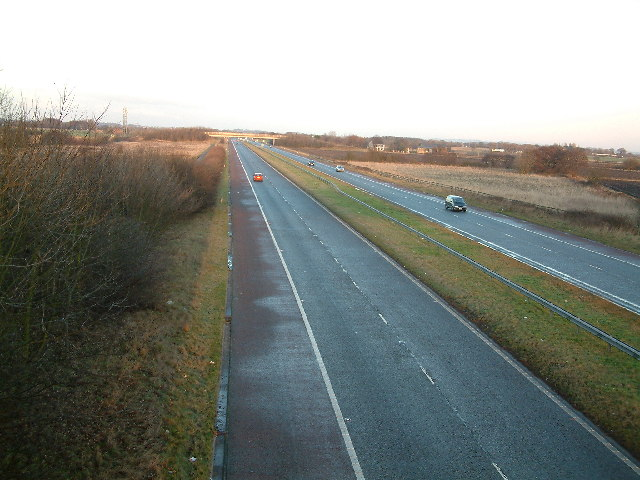
آزادراه ام۵۸

آزادراه ام۵۸ (به انگلیسی: M58 motorway) یک آزادراه در کشور انگلستان است.
این آزادراه که از شهر نترتون شروع میشود، ۱۹.۳ کیلومتر (۱۲ مایل) مسافت دارد و از شهرهای مهمی مانند اسکلمرزدیل عبور میکند.